# Liste der Bodendenkmäler in Leichlingen (Rheinland)
Die folgende Liste enthält die offiziellen Bodendenkmäler auf dem Gebiet der Stadt Leichlingen, Rheinisch-Bergischer Kreis, Nordrhein-Westfalen (Stand: April 2021).
| Bild                                          | Bezeichnung                                   | Lage                                                                     | Beschreibung | Bauzeit | Eingetragen seit | Denkmal- nummer |
| --------------------------------------------- | --------------------------------------------- | ------------------------------------------------------------------------ | --- | ------- | ---------------- | --------------- |
|                                               | Motte Müllerhof                               | Mühlenberg / Müllerhof                                                   | Ca. 100 m südsüdöstlich des Müllerhofes und 15 m südwestlich der Wupper in einer Weide Reste einer Motte. Von dem ehemals etwa quadratischen Burghügel von 2,3 m Höhe und ca. 40 m Seitenlänge ist noch die westliche Hälfte erhalten. An dem heutigen Ostrande Reste von Bruchsteinmauerwerk, gemörtelt und noch ca. 1,5 m hoch. Am westlichen Rande schwache Spuren eines ehemals wohl umlaufenden Grabens. |         | 08.04.1980       | 20              |
|                                               | Grabenanlage                                  | Bongert                                                                  | 2500 m nordwestlich von Leichlingen, ca. 350 m ostsüdöstlich von Haus Nesselrath am Rande der Wupperniederung eine Grabenanlage. Die Anlage besteht aus einem kreisrunden Graben von ca. 14 m Durchmesser, 3,5 m max. Tiefe hangseitig und einem zentralen Hügel unregelmäßiger Form, 1,7 m hoch. Wahrscheinlich eine Motte oder ein Speicherhügel. |         | 08.04.1980       | 21              |
| weitere Bilder                                | Ehemalige Burganlage, Motte Zoppesmur         | Zoppesmur                                                                | Ca. 3500 m nordöstlich der Ortsmitte von Leichlingen und ca. 100 m nördlich von Leysiefen liegt am Rande der Wupperniederung in dem nach N geneigten Hang eine Burganlage, die sog. „Zoppesmur“. Die Anlage besteht aus einem durch Gräben im N und O aus dem Hang geschnittenen, annähernd quadratischen Hügel von ca. 65 m Seitenlänge an der Basis und 40 m am Plateau. Das Plateau ist nicht künstlich erhöht, liegt im N 9 m über der Grabensohle und ist von einer mächtigen Mauer umzogen. Im Innern die Grundmauern eines quadratischen Turmes von 8 m Seitenlänge und 1,2 m Mauerstärke. Das Plateau ist von einem im Norden bis zu 20 m breiten Graben umgeben, der dort auch einen Vorwall besitzt. Die Wallkrone liegt hier 3,5 m über der Grabensohle. Die Entstehung der Burg fällt – nach Ausweis der Scherbenfunde – in das 12. Jh. Die erste schriftliche Erwähnung stammt aus dem Jahre 1280. Das Ende der Benutzung der Anlage und der beginnende Verfall dürften in das 15. Jh. gehören. | 12. Jh. | 08.04.1980       | 22              |
|                                               | Zwei Grabhügel                                | Vorster Busch                                                            | Ca. 400 m südlich vom Ortsende Schraffenbergs und ca. 250 m östlich der Eisenbahn im lichten Buschwald zwei flache Grabhügel. Hügel I hat einen Durchmesser von 22 m Höhe von 0,94 m, Hügel II 17 m Durchmesser und 0,40 m Höhe. |         | 08.04.1980       | 23              |
| Geologischer Aufschluss Leichlinger Sandberge | Geologischer Aufschluss Leichlinger Sandberge | Am Adler 22, 24, 26b / Am schwarzen Adler / Stockberg 15, 21, 27, 29, 31 | Ca. 1000 m nordwestlich der Ortsmitte von Leichlingen befindet sich im östlichen Teil des Spürklenberges eine Sandgrube von ca. 400 m Länge und Breite. In ihrer Südwestecke befindet sich ein gut erhaltener geologischer Aufschluss, der den Aufbau der Sandberge deutlich erkennen lässt. Es handelt sich um marine Ablagerungen aus dem Tertiär (Oberoligozän), die Muschelbänke enthalten. |         | 18.02.1981       | 32              |
| Burgwüstung Nesselrath, ehemalige Wasserburg  | Burgwüstung Nesselrath, ehemalige Wasserburg  | Gut Nesselrath 1                                                         | Am Südufer der Wupper, 3 km nordnordöstlich von Leichlingen, steht der ehemalige Rittersitz Haus Nesselrath. Während bauliche Reste des Burghauses obertägig nicht mehr erhalten sind, hebt sich der ehemalige Grabenbereich deutlich im Gelände ab. Bei der nördlich anschließenden Vorburg sind von der alten Bausubstanz der Nord- und Ostflügel erhalten. Ausgebrochene Mauerfundamente weisen auf einen Eckturm an der Nordostseite hin. Vorgelagerte Gräben sind in diesem Bereich obertägig nicht erhalten. Im südlichen Hofbereich sind Fundamente älterer Bauten zu erkennen. |         | 04.09.1985       | 40              |